# Incubus (hudební skupina)
Incubus je americká rocková skupina z Calabasas v Kalifornii. Skupinu založili v roce 1991 zpěvák Brandon Boyd, kytarista Mike Einziger a bubeník José Pasillas, když studovali na střední škole. Později se do kapely přidal baskytarista Alex „Dirk Lance“ Katunich a Gavin „DJ Lyfe“ Koppel. Tito dva jmenovaní byli nakonec nahrazeni baskytaristou Benem Kenneym a diskžokejem Kilmorem. V roce 2024 nahradila Kenneyho Nicole Row.

## Historie
Dosáhli úspěchu u posluchačů i kritiky. Vydali několik úspěšných singlů.
Po prvních dvou albech, Fungus Amongus (1995) a S.C.I.E.N.C.E. (1997), si skupina získala uznání vydáním alba Make Yourself z roku 1999, které přineslo několik hitů, včetně skladby „Drive“, která se dostala na nejvyšší příčky hitparád.
Úspěch pokračoval s alby Morning View (2001) a A Crow Left of the Murder... (2004). Jejich šesté studiové album, Light Grenades, debutovalo na prvním místě hitparád v roce 2006. Následovalo album největších hitů Incubus, Monuments and Melodies z roku 2009, a v roce 2011 album If Not Now, When?.
Začátkem roku 2015 vydali EP Trust Fall (Side A) a o dva roky později své osmé studiové album s názvem 8. Druhé EP, Trust Fall (Side B), vyšlo 17. dubna 2020.
K říjnu 2022 prodali 12,4 milionů nosičů v USA a přes 23 milionů nosičů po celém světě.

## Styl a žánry
Styl kapely bývá specifikován jako experimentální rock s kombinací heavy metalu, funku, jazzu, hip hopu, techno, post-grunge, rap metalu a alternativního rocku.
Jako své hudební vlivy členové uvádí skupiny, jako jsou Faith No More, Ani DiFranco, Stone Temple Pilots, Soundgarden a Phish.

## Členové
Současní členové
- Brandon Boyd – zpěv, příležitostná rytmická kytara, perkuse (1991–současnost)
- Mike Einziger – sólová kytara, příležitostné klávesy, doprovodné vokály (1991–současnost)
- José Pasillas – bicí (1991–současnost)
- Chris Kilmore – gramofony, klávesy, theremin, syntezátor, klavír (1998–současnost)
- Nicole Row – basová kytara, doprovodné vokály, klávesy (2024–současnost, turné 2023)

Bývalí členové
- Alex "Dirk Lance" Katunich – basová kytara (1991–2003)
- Gavin "DJ Lyfe" Koppel – gramofony (1995–1998)
- Ben Kenney – basová kytara, doprovodné vokály (2002–2023)

## Diskografie
Studiová alba
- Fungus Amongus (1995)
- S.C.I.E.N.C.E. (1997)
- Make Yourself (1999)
- Morning View (2001)
- A Crow Left of the Murder... (2004)
- Light Grenades (2006)
- If Not Now, When? (2011)
- 8 (2017)

## Ocenění a úspěchy
| Ocenění                | Rok  | Dílo               | Kategorie                                                                                                | Výsledek |
| ---------------------- | ---- | ------------------ | --- | -------- |
| Billboard Music Awards | 2000 | "Pardon Me"        | Modern Rock Track of the Year                                                                            | Nominace |
| Billboard Music Awards | 2001 | Incubus            | Modern Rock Artist of the Year                                                                           | Nominace |
| Billboard Music Awards | 2001 | "Drive"            | Modern Rock Track of the Year                                                                            | Výhra    |
| MTV Video Awards       | 2001 | "Drive"            | Best Group Video                                                                                         | Nominace |
| MuchMusic Video Awards | 2001 | "Drive"            | Best International Video                                                                                 | Nominace |
| Billboard Music Awards | 2002 | Incubus            | Modern Hard Rock Artist of the Year                                                                      | Nominace |
| Teen Choice Awards     | 2002 | "Nice to Know You" | Choice - Rock Track                                                                                      | Nominace |
| Kerrang! Awards        | 2002 | Incubus            | Best International Live Act                                                                              | Nominace |
| MuchMusic Video Awards | 2004 | "Megalomaniac"     | Best International Video                                                                                 | Nominace |
| MTV Video Music Brazil | 2004 | "Megalomaniac"     | Best International Video                                                                                 | Nominace |
| American Music Awards  | 2004 | Incubus            | Favorite Alternative Artist                                                                              | Nominace |
| Grammy Awards          | 2004 | "Megalomaniac"     | Best Hard Rock Performance                                                                               | Nominace |
| MTV Video Music Awards | 2004 | "Megalomaniac"     | Best Visual Effects                                                                                      | Nominace |
| mtvU Woodie Awards     | 2004 | Incubus            | The Welcome Back Woodie (Artist Who Has Achieved Mainstream Success, But Still Remains Popular on Campus | Výhra    |
| BDS Spin Awards        | 2007 | "Dig"              | 50,000 Spins                                                                                             | Výhra    |